# Pete Carroll
Pour les articles homonymes, voir Carroll.
Peter Clay « Pete » Carroll (né le 15 septembre 1951 à San Francisco) est un entraîneur de football américain. Il est actuellement l'entraîneur principal des Raiders de Las Vegas.
Il a été l'entraîneur principal des Jets de New York en 1994 et des Patriots de la Nouvelle-Angleterre de 1997 à 1999 ainsi qu'au niveau universitaire avec les Trojans d'USC de 2001 à 2009.
De 2010 à 2023, Pete occupa le poste d'entraîneur principal pour les Seahawks de Seattle, puis un rôle de vice-président des opérations football et conseiller jusqu'en 2025.
Il est l'un des trois entraîneurs principaux, avec Jimmy Johnson et Barry Switzer, à avoir remporté à la fois le championnat national universitaire et le Super Bowl.
Il possède le record pour le plus grand nombre de saisons de suite ayant inscrit un scorigami avec neuf entre 2010 et 2018.

## Statistiques en NFL
| Équipe                             | Saison         | Saison régulière | Saison régulière | Saison régulière | Saison régulière | Saison régulière | Phase éliminatoire | Phase éliminatoire | Phase éliminatoire | Phase éliminatoire                                                       |
| ---------------------------------- | -------------- | ---------------- | ---------------- | ---------------- | ---------------- | ---------------- | ------------------ | ------------------ | ------------------ | ------------------------------------------------------------------------ |
| Équipe                             | Saison         | G                | P                | N                | % victoires      | Classement       | G                  | P                  | % victoires        | Résultat                                                                 |
| Jets de New York                   | 1994           | 6                | 10               | 0                | 37,5             | 5e AFC Est       | —                  | —                  | —                  | —                                                                        |
| Bilan Jets                         | Bilan Jets     | 6                | 10               | 0                | 37,5             |                  | —                  | —                  | —                  |                                                                          |
| Patriots de la Nouvelle-Angleterre | 1997           | 9                | 7                | 0                | 56,3             | 1er AFC Est      | 1                  | 1                  | 50                 | Défaite contre les Steelers de Pittsburgh lors du tour de Division       |
| Patriots de la Nouvelle-Angleterre | 1998           | 9                | 7                | 0                | 56,3             | 4e AFC Est       | 0                  | 1                  | 0                  | Défaite contre les Jaguars de Jacksonville lors du tour barrage          |
| Patriots de la Nouvelle-Angleterre | 1999           | 8                | 8                | 0                | 50               | 4e AFC Est       | —                  | —                  | —                  | —                                                                        |
| Bilan Patriots                     | Bilan Patriots | 27               | 21               | 0                | 56,3             |                  | 1                  | 2                  | 33,3               |                                                                          |
| Seahawks de Seattle                | 2010           | 7                | 9                | 0                | 43,8             | 1er NFC Ouest    | 1                  | 1                  | 50                 | Défaite contre les Chicago Bears lors du tour de Division                |
| Seahawks de Seattle                | 2011           | 7                | 9                | 0                | 43,8             | 3e NFC Ouest     | —                  | —                  | —                  | —                                                                        |
| Seahawks de Seattle                | 2012           | 11               | 5                | 0                | 68,8             | 2e NFC Ouest     | 1                  | 1                  | 50                 | Défaite contre les Falcons d'Atlanta lors du tour de Division            |
| Seahawks de Seattle                | 2013           | 13               | 3                | 0                | 81,3             | 1er NFC Ouest    | 3                  | 0                  | 100                | Victoire au Super Bowl XLVIII contre les Broncos de Denver               |
| Seahawks de Seattle                | 2014           | 12               | 4                | 0                | 75               | 1er NFC Ouest    | 2                  | 1                  | 66,7               | Défaite au Super Bowl XLIX contre les Patriots de la Nouvelle-Angleterre |
| Seahawks de Seattle                | 2015           | 10               | 6                | 0                | 62,5             | 2e NFC Ouest     | 2                  | 1                  | 66,7               | Défaite contre les Panthers de la Caroline lors du tour de Division      |
| Seahawks de Seattle                | 2016           | 10               | 5                | 1                | 65,6             | 1er NFC Ouest    | 1                  | 1                  | 50                 | Défaite contre les Falcons d'Atlanta lors du tour de Division            |
| Seahawks de Seattle                | 2017           | 9                | 7                | 0                | 56,3             | 2e NFC Ouest     | —                  | —                  | —                  | —                                                                        |
| Seahawks de Seattle                | 2018           | 10               | 6                | 0                | 62,5             | 2e NFC Ouest     | 0                  | 1                  | 0                  | Défaite contre les Cowboys de Dallas lors du tour de barrage             |
| Seahawks de Seattle                | 2019           | 11               | 5                | 0                | 52,9             | 2e NFC Ouest     | 1                  | 1                  | 50                 | Défaite contre les Packers de Green Bay lors du tour de barrage          |
| Seahawks de Seattle                | 2020           | 12               | 4                | 0                | 75               | 1er NFC Ouest    | 0                  | 1                  | 0                  | Défaite contre les Rams de Los Angeles lors du tour de barrage           |
| Seahawks de Seattle                | 2021           | 7                | 10               | 0                | 41,2             | 4e NFC Ouest     | —                  | —                  | —                  | —                                                                        |
| Seahawks de Seattle                | 2022           | 9                | 8                | 0                | 52,9             | 2e NFC Ouest     | 0                  | 1                  | 0                  | Défaite contre les 49ers de San Francisco lors du tour de barrage        |
| Seahawks de Seattle                | 2023           | 9                | 8                | 0                | 52,9             | 3e NFC Ouest     | —                  | —                  | —                  | —                                                                        |
| Bilan Seahawks                     | Bilan Seahawks | 137              | 89               | 1                | 60,6             |                  | 10                 | 9                  | 52,6               |                                                                          |
| Raiders de Las Vegas               | 2025           | —                | —                | —                | —                | AFC Ouest        | —                  | —                  | —                  | —                                                                        |
| Bilan global                       | Bilan global   | 170              | 20               | 1                | 58,6             |                  | 11                 | 11                 | 50                 |                                                                          |

## Statistiques en NCAA
| Université | Saison | Total | Total | Total | Conférence | Conférence                                        | AP Poll                                           | Bowls                                             |                                                   |
| ---------- | ------ | ----- | ----- | ----- | ---------- | ------------------------------------------------- | ------------------------------------------------- | ------------------------------------------------- | ------------------------------------------------- |
| Université | Saison | V     | D     | V     | D          | Classement                                        | AP Poll                                           | Bowls                                             |                                                   |
| USC        | 2001   | 6     | 6     | 5     | 3          | 5e                                                | -                                                 | Las Vegas Bowl D (6-10)                           |                                                   |
| USC        | 2002   | 11    | 2     | 7     | 1          | 1er ex æquo                                       | #4                                                | Orange Bowl V (38-17)                             |                                                   |
| USC        | 2003   | 12    | 1     | 7     | 1          | 1er                                               | #1                                                | Rose Bowl V (28-14)                               |                                                   |
| USC        | 2004   | 13    | 0     | 8     | 0          | 1er                                               | #1                                                | Orange Bowl V (55-19) *                           |                                                   |
| USC        | 2005   | 12    | 1     | 8     | 0          | 1er                                               | #2                                                | Rose Bowl D (38-41)                               |                                                   |
| USC        | 2006   | 11    | 2     | 7     | 2          | 1er ex æquo                                       | #4                                                | Rose Bowl V (32-18)                               |                                                   |
| USC        | 2007   | 11    | 2     | 7     | 2          | 1er ex æquo                                       | #3                                                | Rose Bowl V (49-17)                               |                                                   |
| USC        | 2008   | 12    | 1     | 8     | 1          | 1er                                               | #3                                                | Rose Bowl V (38-24)                               |                                                   |
| USC        | 2009   | 9     | 4     | 5     | 4          | 5e ex æquo                                        | #22                                               | Emerald Bowl V (24-13)                            |                                                   |
| USC        | Totaux | 97    | 19    | 62    | 14         | 1 titre de champion national NCAA, 6 bowls gagnés | 1 titre de champion national NCAA, 6 bowls gagnés | 1 titre de champion national NCAA, 6 bowls gagnés | 1 titre de champion national NCAA, 6 bowls gagnés |

Légende :
V = Victoires, D = Défaites
* = En 2010, USC est destitué de son titre de champion national après des sanctions de la NCAA, le titre 2004 reste donc vacant.
| Champions National |